# Nagyváradi Állami Színház
A Nagyváradi Állami Színház műemléképület Romániában, Bihar megyében található. A romániai műemlékek jegyzékében a BH-II-m-A-01048 sorszámon szerepel. Az épületben működik a magyar nyelvű Szigligeti Színház és a román nyelvű Teatrul Regina Maria.

## Leírása
A Bémer tér 6. szám (románul Piaţa Regele Ferdinand nr. 6.) alatt található épületnek egyértelműen görög „arca” van: a hat monumentális jón oszlop, valamint a rajtuk nyugvó timpanon önmagáért beszél, és ez utóbbiaknak allegorikus figurái is az épület homlokzatának klasszikus jellegét hivatottak hangsúlyozni. Eklektikus homlokzata elsősorban neoreneszánsz elemeket sorakoztat fel, főhomlokzata a leghangsúlyosabb a klasszicista építészetre emlékeztető oszlopcsarnokkal, háromszögletű oromzattal. Eredetileg a Szigligeti Színház volt olvasható rajta, ezt a feliratot az évek során a politikai hovatartozásnak megfelelően cserélgették. A timpanon domborműveit Peller Ferenc helybéli szobrászművész alkotta meg.
Meghatározó eleme lett a 20. század legelején kialakult, szabálytalan kontúrú, festői Bémer térnek (Piaţa Regele Ferdinand), amely mai képét a földszintes házak lebontása után sorra épített eklektikus és szecessziós paloták befejezésével nyerte el. A színházterem kezdetben 1000 személyes volt, ebből 578 ülőhely. A lenyűgöző bejáratot a komédia és a tragédia istennőjének szobrai díszítik. Külső megjelenésében harmonikusan ötvözi a homlokzat egészén uralkodó neoklasszicista stílust neoreneszánsz és neobarokk elemekkel, míg a belső díszítéseket a rokokó jellemzi.
Az épület három szintre oszlik: előcsarnok, loggia, erkély. A színházterem kialakításánál a tökéletes akusztikát tartották szem előtt, a zenekari árok kiképzésével. Ezek a funkciók ideális helyszínné alakítják színházi, opera és koncertelőadásokhoz. A terem jelenleg összesen 670 személyes.

## Előzmények
A színészet Nagyváradon régi hagyományokra tekint vissza. A legrégebbi adatok szerint már 1730 körül volt itt iskolai színjátszás, latin opera, német nyelvű színészet, de az első magyar nyelvű színházi előadást a kolozsvári társulat tartotta a városban, 1798. augusztus 26-án a Fekete Sas vendéglő nagytermében Hunnius: A süketnéma című előadásával. Ez a dátum jelzi a váradi hivatásos színjátszás kezdetét.
Az 1848–49-es forradalom és szabadságharc után megritkultak az előadások, de a váradi színészetet nem lehetett eltüntetni, és felépült a színkör. A század második felében számos olyan ismert színész játszott a városban, mint Blaha Lujza, Ecsedi Kovács Gyula, Szentgyörgyi István, Újházi Ede. Jászai Mari 1897-ben a Rhédey-kertben játszotta el az Élektrát, s e szabadtéri előadás egyben az egész magyar színjátszás történetének kiemelkedő mozzanata lett.
A kőszínház megépítésének kérdése Nagyváradon nem a 19. század utolsó évtizedében merült fel először, hanem már jóval korábban is. Első ízben az 1820-as évek második felében buzdult neki a város a színházépítésnek, majd épp 30 év múltán, az 1850-es évek végén. Mindkét alkalommal eljutottak a helyszín kiválasztásáig, a tervek elkészítéséig, de mindkét próbálkozás (első sorban anyagi okokra visszavezethetően) meghiúsult. Végül is a század utolsó évtizedére értek be azok a feltételek, amelyek lehetővé tették ennek a színháznak a megépítését.

## Története
1900. október 15-én, több évtizedes huzavona után megnyílt a Szigliget Színház. Az épület 1899–1900-ben, mintegy 15 hónap alatt készült el a neves bécsi Fellner és Helmer építészcég tervei alapján, id. Rimanóczy Kálmán nagyváradi építész és társai kivitelezésében.
Thália váradi otthonában az első világháború évei vagy a nagy gazdasági világválság sem tudtak olyan pusztítást végezni, hogy a színjátszás ne élte volna túl. Várad az operett fellegvára is volt, de emellett mindig színpadra kerültek a magyar és az egyetemes drámairodalom nagy szerzőinek híres darabjai is.

## Román korszak
1927. október 9-én és 10-én a nagyváradi színpadon megnyitották az első román évadot a Kolozsvári Nemzeti Színház előadásával, amelynek rendezője a költő és drámaíró, Victor Eftimiu volt. 1928. január 29-én létrejött a „Vestul Românesc” (Román Nyugat) Egyesület, amelynek fő célja egy állandó román színház és egy román napilap létrehozása volt. Az Egyesület Központi Bizottsága irányítása alatt 1928. szeptember 18-án megalakul a Vestul Românesc Szövetség Színháza, az első állandó román színház Nagyváradon.
A szezon 1928. október 13-án kezdődött, Vasile Alecsandri Fântâna Blanduziei című színdarabjával, a főszerepben Zaharia Bârsannal. A műsoron olyan neves román írók, mint Mihail Sorbul, I.L. Caragiale, Lucreția Petrescu, Octavian Goga művei szerepeltek, de a világrepertoárból is. A kolozsvári Nemzeti Színház és a Bukaresti Nemzeti Színház gyakran vendégszerepelt a váradi közönség szórakoztatására. Ugyanakkor a Vestul Românesc Egyesület Színháza bemutatta előadásait Belényesen, Aradon, Szatmáron, Nagybányán, Nagykárolyban tájelőadások során, igyekezve meghatározó művészeti szerepet játszani az ország teljes nyugati részét lefedve.
1931 óta, amikor a Vestul Românesc Egyesület befejezte a Nyugati Színház szponzorálásának nehéz feladatát, 1940-ig egész Nagyvárad nem tartott állandó román színházat, hanem folyamatosan részt vett a bukaresti és a kolozsvári színházak turnéin. Az 1940. augusztus 30-i második bécsi döntés szerint, amely után Erdély északi részét a Magyar Királysághoz csatolták, a nagyváradi román színházi életben semmi sem képviseltette magát. Csak a visszaadása után, 1944-ben, egy munkacsoport létrehozta a Színház Barátainak szövetségét azzal a céllal, hogy újjáépítsék a román színházat Nagyváradon, Nyugati Színház régi néven. A Művészeti Minisztérium támogatja az egyesület erőfeszítéseit, és 1945. december 19-én az alkalmazott színészek, a művész Ștefan Iordănescu, a jövőbeli rendező előtt megérkeztek Nagyváradra. Az új szezon megnyitására 1946. január 4-én kerül sor, amikor a két szerző, D'Ennery és Cormon akkoriban ünnepelt melodrámája, a Koldusok fekete ruhában került megrendezésre.
Noha 1946. április 1-jén a Nagyvárad színház államosításra került, Temesvár, Brassó és Galați színházaival együtt, továbbra is magánszínházként működött, valójában megfosztva attól az állami alapoktól, amelyet az új alapszabály szerint megérdemelt. A támogatások és az érdekelt közönség hiánya miatt a Nyugati Színház csak két évadot abszolvált, majd az Aradra költözött (1948). Hét éven keresztül Nagyvárad ismét professzionális román színház nélkül maradt.
1954 elején Grigore Schițcu, Constantin Simionescu, Gore Teodorescu és Maria Vasilescu színészeket meghívták a Tartományi Néptanács kulturális részlegére, hogy Andrei Dauer vezetésével bizottságot alkossanak a román színházi szekció felállításához. Így egy görbe és göröngyös út után 1955 nyarán megalakult a Nagyváradi Állami Színház, amely 2012-ig két tagozattal működött: román (Iosif Vulcan társulat) és magyar (Szigligeti társulat), amikor a színház felépítése megváltozott. Azóta a Iosif Vulcan társulat, az Arcadia társulat (korábban a Báb- és Ifjúsági Színház) és a Crișana Professzionális Művészeti társulat alkotja a Regina Maria Színházat, míg a Szigligeti-társulat, a Lilliput-társulat és a Nagyvárad-társulat a Szigligeti Színházat alkotja.
Az első bemutatott darab, 1955. november 26-án, az új színház égisze alatt, a Ion Luca Caragiale Elveszett levél című vígjátéka volt. Sikeresnek bizonyult mind a választás, mind a színpadra vitel szempontjából. A közönség nagy örömmel üdvözölte a premiert, ami a nagyváradi román színház most már tartós jelenlétét jelentette.
A Kulturális Bizottság és a Familia magazin támogatásával a színházi vezetősége egy szerencsés döntést hoz, hogy rövid színházi fesztivállal lépjen be a nemzeti körbe. Az első előadásra 1976. november 23–29-én került sor. A Rövid Színház Hete elnevezésű fesztivál célja a kezdettől a színházi műfaj meghatározása volt, de ugyanakkor sikerült figyelemre méltó előadásokat tartani az ország minden részéről érkezett jeles rendezők segítségével. Az 1984-es VI. Kiadással kezdve a fesztivál megnöveli a jelentőségét azáltal, hogy nemzetközi versenyé válik. A fesztivál megbecsültsége minden évben növekszik, és a biennálék folyamán tekintélyes jelképpé válik a nemzeti színházi berkekben.
1978-ban Nagyvárad színpadán példátlan premierre került sor kulturális és történelmi szempontból egyaránt. Ion Olteanu rendezésében először mutatják be az Occisio Gregorii in Moldavia Vodae tragedice expressat, az 1778-ból származó első, románul írt drámai szöveget amelyet a Nagyváradi püspökség könyvtárában fedeztek fel. Ezzel a darabbal bemutatóturnét tartottak a fővárosban, ahol a közönséget sikerült annyira lenyűgözni, hogy két évvel később Alexandru Tocilescu színre vitte ugyanazt a Bulandra színházban.
Az évek során a Regina Maria Színház sikeres repertoárhoz szoktatta közönségét, egyensúlyt keresve a nemzeti és az univerzális dramaturgia között valamint a klasszikus és a modern között. Jelenleg a színháznak a Nagyterem mellett rendelkezésükre áll egy 50 ülőhelyes Stúdióterem és az Arcadia terem (200 ülőhely). Itt rövid színdarabokat játszanak, felolvasó előadásokat tartanak, költői bemutatókat és kísérleti előadásokat szerveznek.
A Regina Maria Színház nagyszerű rendezőket indított el a pályájukon, akik ezt követően ragyogó művészi karriert futottak be, mint például Victor Ioan Frunda, Alexandru Darie és Alexandru Colpacci. Ugyanakkor a "Iosif Vulcan" társulat, különösen az utóbbi években, a román színház olyan hírességeivel működik együtt mint Alexandru Dabija, Mihai Măniuțiu, Alexander Hausvater, Petru Vutcărău, Claudiu Goga és még sokan mások.
Ezeknek a gyümölcsöző együttműködéseknek köszönhetően a nagyváradi színház visszatért a színikritikusok figyelmébe, folyamatosan növelve a nézők számát is. 2006-ban két jelölést kapott a UNITER Awards gálán, és számos színházi fesztiválon vett részt mind bel-, mind külföldön (Dél-Korea, Olaszország, Horvátország, Törökország, Szlovákia, Magyarország, Ukrajna, Moldávia).
2012-ben a színházra ismét felfigyelt a UNITER gála, egy sikeres Hegedűs a háztetőn előadásuk révén, amely két jelölést szerzett a Legjobb színművész (Vioara Bara) és a Legjobb női mellékszereplő (Ioana Dragoș Gajdo a Golde szerepért) kategóriában.
2016-ban a Regina Maria Színházat az a megtiszteltetés érte, hogy házigazdája lehetett az UNITER-díjátadó gálának. Jelölést kapott Bálint Richárd színész a Legjobb főszereplő kategóriában (Gorge szerepéért a Dennis Kelly „The Ritual Slaughter of Gorge Mastromas” című előadásban”), ugyanakkor az UNITER szenátusa különdíjjal jutalmazta Eugen Țugulea színészt a színháznak és a költészetnek szentelt életéért.

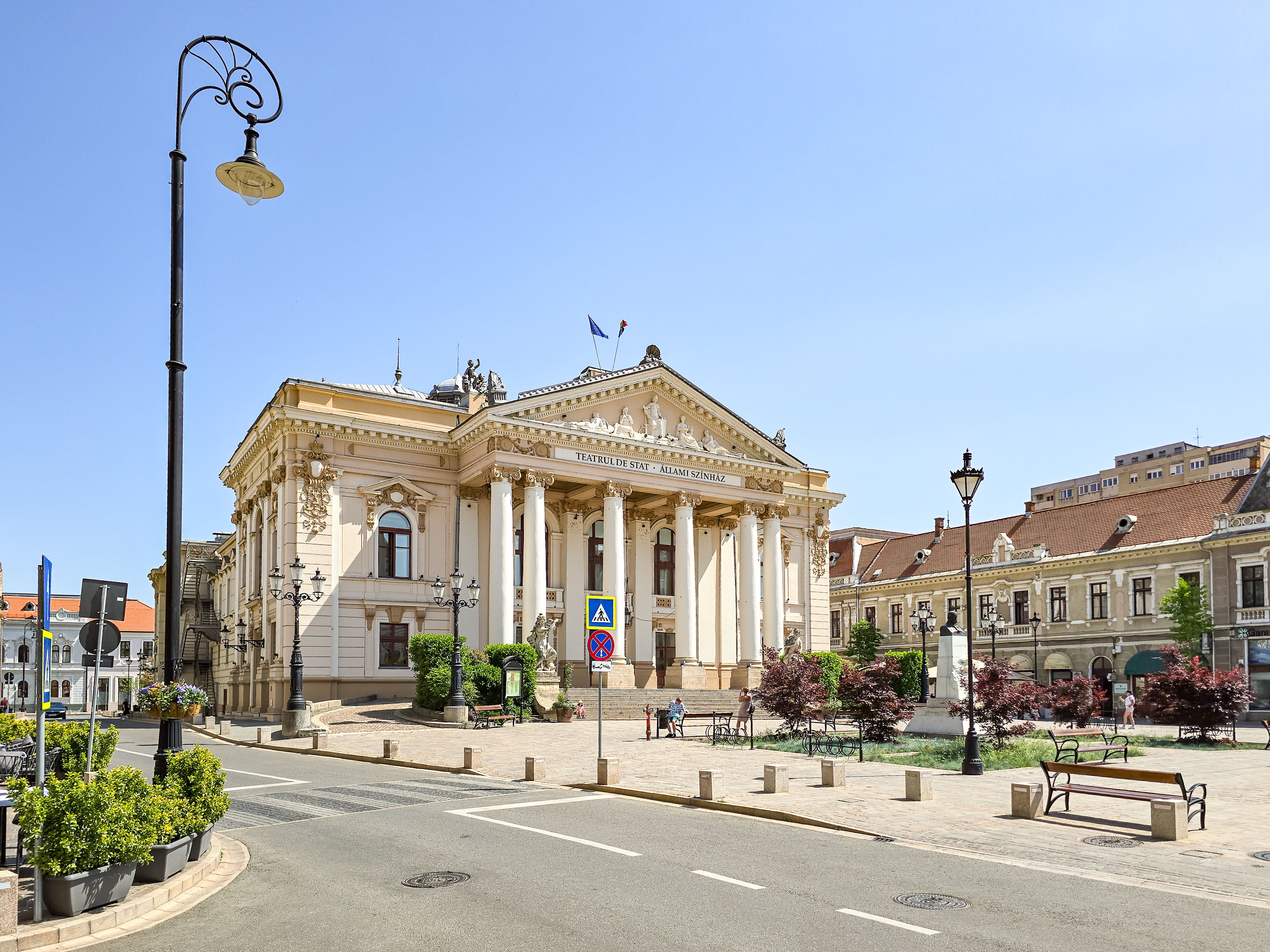
2025
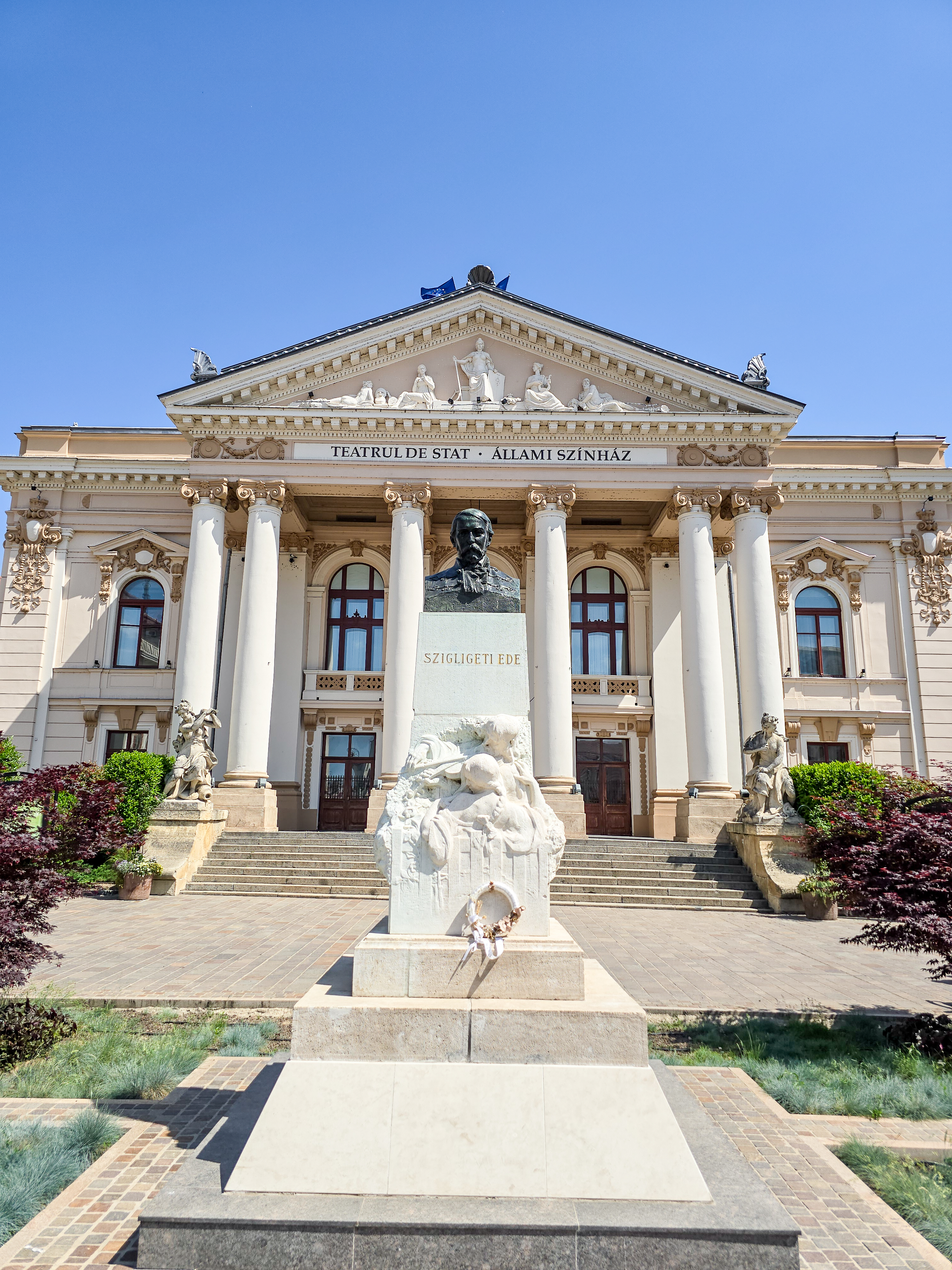
Szigligeti Ede szobra a színház előtt
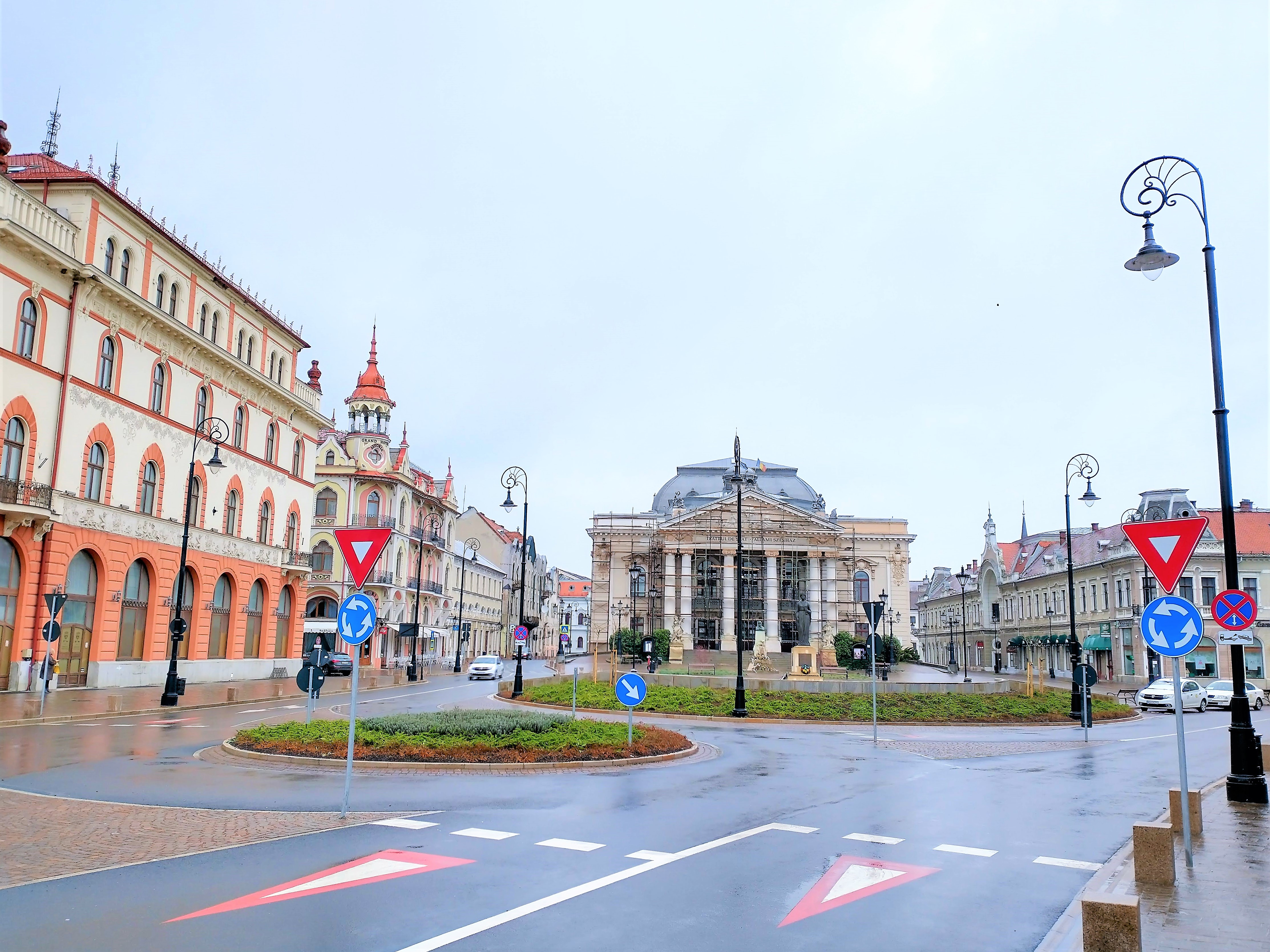
Elhelyezkedése a városközpontban

## Szigligeti Színház

### Társulat (2023/2024)

#### Vezetés
- Főigazgató: Czvikker Katalin

- Művészeti vezető: Novák Eszter

#### Színészek
- Balogh Attila
- Csatlós Lóránt
- Csatlós Lóránt
- Dimény Levente
- Fábián Enikő
- Firtos Edit
- Fodor Réka
- Hajdu Géza
- Hunyadi István
- ifj. Kovács Levente
- Ilyés Klaudia
- Kiss Csaba
- Kocsis Anna
- Kocsis Gyula
- Kovács Enikő
- Molnár Júlia
- Nagy László Zsolt
- Scurtu Dávid
- Sebestyén Hunor
- Szabó Eduárd
- Szotyori József
- Tasnádi-Sáhy Noémi
- Tóth Tünde
- Tőtős Ádám
- Trabalka Cecília

## Fordítás
- Ez a szócikk részben vagy egészben  a   Teatrul de Stat din Oradea című román Wikipédia-szócikk ezen változatának fordításán alapul.  Az eredeti cikk szerkesztőit annak laptörténete sorolja fel. Ez a jelzés csupán a megfogalmazás eredetét és a szerzői jogokat jelzi, nem szolgál a cikkben szereplő információk forrásmegjelöléseként.